# Burke and Hare (película de 2010)
Burke & Hare es una comedia negra británica de 2010, vagamente basada en los asesinatos de Burke y Hare. Fue dirigida por el veterano John Landis y las estrellas de la película son Simon Pegg y Andy Serkis como William Burke y William Hare, respectivamente. Fue el primer largometraje de Landis en 12 años. La película fue estrenada en el Reino Unido el 29 de octubre de 2010.

## Argumento
Edimburgo: Angus el Verdugo explica cómo los cadáveres son transportados para su uso por el famoso Dr. Robert Knox.
William Burke y William Hare, inmigrantes del Ulster, intentan ganarse la vida y deciden vender un cadáver que han encontrado por casualidad a Knox. 
Knox les dice que les pagará una buena suma de dinero por cada cadáver. Burke planea utilizar su dinero para financiar las ambiciones teatrales de Ginny, una chica de vida alegre de la cual está enamorado.
El éxito del "negocio" les trae problemas con el hampa local que les exige una parte de las ganancias. Mientras, el capitán de policía Tom McLintock recibe instrucciones de William Wordsworth para cazar a los delincuentes y colgarlos.

## Producción

### Desarrollo
Burke & Hare fue desarrollada por Ealing Estudios, que ya había producido anteriormente otras comedias negras como Ocho sentencias de muerte y The Ladykillers. John Landis leyó el guion y le encantó, así que quiso que el estilo se pareciese a las películas de Laurel y Hardy, describiendo a Burke y Hare como unos «malvados Laurel y Hardy».

### Casting
David Tennant fue reemplazado por Andy Serkis.
Muchos miembros del reparto de la sitcom Spaced están en el reparto, incluyendo a Simon Pegg, Jessica Hynes, Bill Bailey, Reece Shearsmith y Michael Smiley.
También aparecen tres actores del film de John Landis Un hombre lobo americano en Londres: Jenny Agutter, David Schofield y John Woodvine.

### Rodaje
La filmación tuvo lugar en los alrededores de Edimburgo con algunas escenas en Stirling, Londres, en Knole (Kent), y también en Ealing Estudios. El guion corrió a cargo de Piers Ashworth y Nick Moorcroft, quién anteriormente escribió St. Trinians, también para Ealing, la cual fue la película independiente británica más exitosa de los últimos 10 años.

## Recepción
Tomates podridos da al film un 33%. Metacritic la valoró con 46/100. Nathan Rabin la llamó un «pequeño pero feliz regreso de Landis». Neil Genzlinger de The New York Times la describió como "una macabra comedia". Charles Gant de Variety la llamó una «amable y cateta comedia».  Ray Bennett dijo que es «desagradable intentar hacer diversión con el asesinato».